# Salvatore Brullo
Salvatore Brullo (Modica, 23 febbraio 1947) è un botanico italiano.

## Biografia
Dal 1980 è Professore ordinario di Botanica sistematica presso l'Università di Catania.
Per due trienni è stato direttore del Dipartimento di Botanica dell'Università di Catania.
Ha descritto numerosi endemismi siciliani tra cui Allium franciniae, Allium lopadusanum, Campanula marcenoi, Crassula basaltica, Chiliadenus bocconei, Desmazeria pignattii, Epipactis hyblaea, Genista demarcoi, Helichrysum hyblaeum, Helichrysum melitense, Hyoseris frutescens, Limonium aegusae, Limonium lojaconoi, Limonium lopadusanum, Limonium lylibeum, Scilla dimartinoi, Silene hicesiae, Valantia calva e altri.

## Opere
- Vegetazione dei pantani litoranei della Sicilia sud-orientale e problema della conservazione dell'ambiente. Catania, 1971.
- Vegetazione psammofila presso il Capo Isola delle Correnti, Sicilia sud-orientale. Catania, 1970.
- con Di Martino Andrea, Marceno Cosimo. La vegetazione di Pantelleria: studio fitosociologico. Catania, 1977.
- con Scelsi Fabrizio, Spampinato Giovanni. La vegetazione dell'Aspromonte. Studio fitosociologico. Laruffa, 2001. ISBN 8872211603

| Brullo è l'abbreviazione standard utilizzata per le piante descritte da Salvatore Brullo. Consulta l'elenco delle piante assegnate a questo autore dall'IPNI. |

| Controllo di autorità | VIAF (EN) 11649290 · ISNI (EN) 0000 0000 6161 3661 · SBN SBLV100498 · LCCN (EN) n2001019755 · GND (DE) 1257247786 |